# Rémi Walter
Rémi Walter (Essey-lès-Nancy, 1995. április 26. –) francia korosztályos válogatott labdarúgó, középpályás.

## Pályafutása

### Klubcsapatokban
Walter a franciaországi Essey-lès-Nancy községben született. Az ifjúsági pályafutását a helyi Saint Max-Essey csapatában kezdte, majd 2003-ban a Nancy akadémiájánál folytatta.
2012-ben mutatkozott be a Nancy másodosztályban szereplő felnőtt keretében. 2016-ban az első osztályú Nice szerződtette. A 2017–18-as szezon második felében a Troyes csapatát erősítette kölcsönben. 2020-ban a török Yeni Malatyasporhoz igazolt. 2020. február 2-án, az Alanyaspor ellen 2–1-re elvesztett bajnokin debütált. 2021. január 1-jén hároméves szerződést kötött az észak-amerikai első osztályban érdekelt Sporting Kansas City együttesével. Először a 2021. április 18-ai, New York Red Bulls ellen 2–1-re megnyert mérkőzésen lépett pályára. Első gólját 2021. október 23-án, a Seatlle Sounders ellen idegenben szintén 2–1-es vereséggel zárult találkozón szerezte meg.

### A válogatottban
Walter az U17-es, az U19-es, az U20-as és az U21-es korosztályú válogatottakban is képviselte Franciaországot.

## Statisztikák
2022. szeptember 18. szerint
| Klub                 | Szezon   | Osztály   | Bajnokság | Bajnokság | Kupa  | Kupa | Nemzetközi | Nemzetközi | Összesen | Összesen |
| Klub                 | Szezon   | Osztály   | Meccs     | Gól       | Meccs | Gól  | Meccs      | Gól        | Meccs    | Gól      |
| -------------------- | -------- | --------- | --------- | --------- | ----- | ---- | ---------- | ---------- | -------- | -------- |
| Nancy                | 2013–14  | Ligue 2   | 28        | 2         | 2     | 1    | —          | —          | 30       | 3        |
| Nancy                | 2014–15  | Ligue 2   | 31        | 1         | 2     | 0    | —          | —          | 33       | 1        |
| Nancy                | 2015–16  | Ligue 2   | 12        | 0         | 1     | 0    | —          | —          | 13       | 0        |
| Nancy                | Összesen | Összesen  | 71        | 3         | 5     | 1    | 0          | 0          | 76       | 4        |
| Nice                 | 2015–16  | Ligue 1   | 12        | 0         | 0     | 0    | —          | —          | 12       | 0        |
| Nice                 | 2016–17  | Ligue 1   | 22        | 0         | 0     | 0    | 4          | 0          | 26       | 0        |
| Nice                 | 2017–18  | Ligue 1   | 8         | 1         | 0     | 0    | 5          | 0          | 13       | 1        |
| Nice                 | 2018–19  | Ligue 1   | 19        | 2         | 3     | 2    | —          | —          | 22       | 4        |
| Nice                 | 2019–20  | Ligue 1   | 1         | 0         | 0     | 0    | —          | —          | 1        | 0        |
| Nice                 | Összesen | Összesen  | 62        | 3         | 3     | 2    | 9          | 0          | 74       | 5        |
| Troyes (kölcsönben)  | 2017–18  | Ligue 1   | 12        | 0         | 2     | 0    | —          | —          | 14       | 0        |
| Yeni Malatyaspor     | 2019–20  | Süper Lig | 9         | 0         | 0     | 0    | —          | —          | 9        | 0        |
| Sporting Kansas City | 2021     | MLS       | 30        | 1         | 0     | 0    | 1          | 0          | 31       | 1        |
| Sporting Kansas City | 2022     | MLS       | 32        | 3         | 4     | 0    | —          | —          | 36       | 3        |
| Sporting Kansas City | Összesen | Összesen  | 62        | 4         | 4     | 0    | 1          | 0          | 67       | 4        |
| Összesen             | Összesen | Összesen  | 216       | 10        | 14    | 3    | 10         | 0          | 240      | 13       |

## Sikerei, díjai
Sporting Kansas City
- US Open Cup
  - Döntős (1): 2024